# 肥力
藝術評論人，劇場策劃，插畫師。
香港城市大學中文、翻譯及語言學系學士、英國倫敦大學金匠學院 (Goldsmiths, University of London)創意及文化企業(劇場及表演）碩士。香港小劇場獎評審委員，香港藝評作家，倫敦Sadler's Wells Theatre 海外藝評人。於中、港、台、澳門不同平台發表藝評另曾為不同地方之駐節藝評人，包括阿姆斯特丹之荷蘭藝術節、阿德萊德之奧亞藝術節、柏林戲劇節、安樂院線主辦之英國國家劇院NTLIVE之香港戲劇電影播放活動，台北藝術節、台灣國際藝術節、台灣超親密小戲節、澳門藝術節、北京舞蹈雙周、廣東現代舞周等。近年編輯/出版︰《香港戲劇評論選（1960-1999）》，編輯及撰作《前進十年》、《沙磚上︰實驗、組合、時代》、《躍動的交鋒：閱讀新文本》、《幕後起底》等。
劇場方面，主要於台灣及香港兩地發展文化事業。作為香港及台灣的劇場策劃人，曾為個人策劃項目及多個香港及台灣藝團及電影策劃／監製節目。
設計及插畫方面，從事平面、網頁及標籤設計、插畫、繪本及壁畫等。曾獲得香港多個獎項，於香港出版多本兒童繪本。

## 外部連結
- FELIXISM CREATION （页面存档备份，存于）
- 《前進十年》
- 《沙磚上︰實驗、組合、時代》
- 《躍動的交鋒：閱讀新文本》